# Civilized Evil
Civilized Evil (al español Mal Civilizado, carátula) es un álbum del violinista de jazz fusion Jean-Luc Ponty. Grabado en 1980 y lanzado el mismo año bajo el sello Atlantic Records.

## Lista de canciones
1. "Demagomania" – 6:25
2. "In Case We Survive" – 4:06
3. "Forms of Life" – 4:48
4. "Peace Crusaders" – 5:38
5. "Happy Robots" – 4:14
6. "Shape Up Your Mind" – 5:15
7. "Good Guys, Bad Guys" – 4:41
8. "Once a Blue Planet" – 4:02

## Personal
- Jean-Luc Ponty – violín
- Joaquin Lievano – guitarra
- Chris Rhyne – teclados
- Randy Jackson – bajo
- Mark Craney – batería, percusión

- Datos: Q5124766